# Konrad Krajewski
Konrad Krajewski (Łódź, 1963. november 25. –) lengyel római katolikus püspök, pápai főalamizsnás, a Szeretetszolgálati Dikasztérium prefektusa, bíboros. 1998 és 2013 között pápai szertartásmester volt.

## Élete
Krajewski a lengyelországi Łódźban született. 1982-ben lépett be a Łódźi főegyházmegye szemináriumába. A lublini Katolikus Egyetemen szerzett teológiai diplomát, majd 1988. június 11-én szentelték pappá. A felszentelése után két évig az egyházmegye lelkipásztori szolgálatát látta el.
1990-ben Krajewski a római Szent Anzelm Liturgikus Intézetben folytatta tanulmányait. 1993. március 5-én liturgikából licenciátust szerzett. Krajewski 1995-ben teológiai doktorátust szerzett az Aquinói Szent Tamás Pápai Egyetemen a Püspökszentelés a II. vatikáni zsinat reformjában című disszertációjával. Római tartózkodása alatt Krajewski együttműködött a Pápai Szertartásmesteri Hivatallal.
1995-ben visszatért egyházmegyéjébe, ahol az érsek ceremóniamestereként szolgált, és katolikus liturgiát tanított a szemináriumban, valamint a ferenceseknek és a szaléziaknak. 1998-ban visszatért Rómába, hogy a Pápai Szertartásmesteri Hivatalban dolgozzon. II. János Pál pápa 1999. május 12-én pápai szertartásmesterré nevezte ki.

### Püspöki pályafutása
2013. augusztus 3-án Ferenc pápa beneventumi címzetes érsekké és pápai főalamizsnássá nevezte ki, amelynek hivatalos címe: „Őszentsége alamizsnása.” Szeptember 17-én szentelte püspökké a Szent Péter-bazilikában Guiseppe Bertello bíboros, Piero Marini érsek, a Nemzetközi Eucharisztikus Kongresszusok Pápai Bizottsága elnöke és Władysław Ziółek nyugalmazott łódźi érsek társszentelésével. A szentelésen Ferenc pápa is részt vett.
A pápa megbízásából az alamizsnás jótékonysági cselekedeteket hajt végre, és gyűjti a pénzt ezek finanszírozására. Krajewski hivatala a munkáját a pápa fényképével és kalligráfiával írt felirattal ellátott, személyre szabott pergamenek eladásából finanszírozza, amelyek egy-egy különleges alkalomra, például esküvőre, keresztelőre vagy pappá szentelésre adott pápai áldást dokumentálnak. Minden bevétel közvetlenül a jótékonysági munkákra megy. 2012-ben a hivatal egymillió eurót költött 6500 segélykérésre.
Krajewski leírta, hogy Ferenc pápa hogyan definiálta újra a kevéssé ismert pápai alamizsnás tisztségét: „A Szentatya az elején azt mondta nekem: »Eladhatod az íróasztalodat. Nincs rá szükséged. El kell hagynod a Vatikánt. Ne várd meg, hogy az emberek becsöngessenek. Ki kell menned, és meg kell keresned a szegényeket.«” – mondta Krajewski. A pápához érkező segélykéréseket naponta eljuttatják az alamizsnáshoz, néha a pápa kezében lévő jegyzetekkel kísérve. Krajewski érsek meglátogatta az idősek otthonát és pénzadományokat osztott a rászorulóknak. Négy napot töltött Lampedusa szigetén, miután egy eritreiakat szállító migránshajó felborult, és együtt imádkozott a rendőrségi búvárokkal, akik a halottak kiemelésén dolgoztak a tengerfenékről. 2015 júniusában Krajewski érsek bejelentette egy harmincágyas, önkéntesek által működtetett kollégium tervét a hajléktalanok számára a Vatikán közelében. Krajewski azt mondta, hogy az egész kezdeményezés célja, hogy „visszaadja az emberek méltóságát.” Az épület 2015 októberében nyílt meg.
Ferenc pápa a 2018. június 28-i konzisztóriumon bíborossá kreálta, címtemplomául a Santa Maria Immacolata all'Esquilino-templomot jelölte ki.
2019. május 11-én Krajewski lemászott egy csatornafedélen egy római utcában, hogy feltörje a plombát és visszakapcsolja az áramellátást egy épületben, ahol 450 ember, köztük 100 gyermek lakott, és ezzel helyreállította az áram- és melegvízellátást, amely öt napig szünetelt. A házfoglalók között migránsok is voltak. Krajewskit a Twitteren Matteo Salvini, Olaszország miniszterelnök-helyettese bírálta akciója miatt, de válaszul a Corriere della Sera olasz napilapnak nyilatkozta: „Mostantól... én fizetem a számlákat, sőt, még az övét [Salviniét] is kifizetem.”
Krajewski 2020 május elején jelentős figyelmet kapott, amikor jótékonysági pénzt utalt élelmiszerre egy csoport transznemű szexmunkásnak, akik a Covid-19 járvány miatt maradtak munka nélkül. Krajewski meglepődését fejezte ki, hogy mekkora figyelmet kapott ez az akció, mivel a katolikus egyház szokásos karitatív munkáján belül határozta meg.
2022 márciusában válaszként Ukrajna orosz inváziójára Ferenc pápa Krajewski bíborost különleges megbízottként küldte Ukrajnába Michael Czerny bíborossal együtt, aki a migrációval, szeretetszolgálattal, igazságossággal és békével foglalkozó pápai hivatal vezetője. Ez a küldetés, amely több utazást magába foglalt, a vatikáni diplomácia rendkívül szokatlan lépésének minősült.

## A Szeretetszolgálati Dikasztérium prefektusa
Ferenc pápa 2022. március 19-én hirdette ki a Praedicate evangelium című apostoli konstitúciót, amelynek hatálybalépése 2022. június 5-e volt. Ez a konstitúció a Pápai Alamizsnahivatalt a Szeretetszolgálati Dikasztériummá szervezte át. Azóta Krajewski bíboros a Dikasztérium prefektusa, miközben megtartotta a pápai főalamizsnás címet is.